# Limnoctites
Limnoctites es un género de aves paseriformes de la familia Furnariidae. Sus dos especies habitan en pajonales en lugares inundables en altitudes bajas en el centro-este del Cono Sur de Sudamérica y son denominadas comúnmente pajonaleras o curutiés. Este género era monotípico hasta la reciente inclusión —en 2019—, de la entonces denominada Cranioleuca sulphurifera.

## Taxonomía

### Descripción original
Este género fue descrito originalmente en el año 1925 por el naturalista y ornitólogo austríaco Carl Eduard Hellmayr, para incluir a la especie Limnornis rectirostris, la que había sido descrita en 1839 por el naturalista y ornitólogo inglés John Gould.

### Historia taxonómica y relaciones filogenéticas
En el año 1980, C. Vaurie y F. Vuilleumier sinonimizaron Limnoctites en Limnornis, lo que fue apoyado en 1990 por C. G. Sibley y B. L. Monroe y en 2003 por E. C. Dickinson. Sin embargo, R. S. Ridgely y G. Tudor en 1994, J. V. Remsen en 2003 y el equipo compuesto por Storrs L. Olson, Martin Irestedt, Per G. P. Ericson, y Jon Fjeldså en 2005, sugirieron o demostraron que Limnoctites rectirostris y Limnornis curvirostris, están muy poco relacionados, al encontrarse L. rectirostris incrustada en el clado de Cranioleuca, situándose L. curvirostris como especie estrechamente relacionada al género monotípico Phleocryptes, incluso ambos taxones comparten la arquitectura del nido y el color azulado de sus huevos.
En el año 2011, un nuevo análisis, efectuado por Elizabeth P. Derryberry, Santiago Claramunt, Graham Derryberry, R. Terry Chesser, Joel Cracraft, Alexandre Aleixo, Jorge Pérez‐Emán, J. V. Remsen, Jr. y Robb T. Brumfield, en el cual se dispuso de una muestra más amplia de taxones, confirmó la estrecha relación entre L. rectirostris y Cranioleuca sulphurifera, cuyo linaje divergió del de Cranioleuca alrededor de 2 Ma.
Cranioleuca sulphurifera es una especie descrita en el año 1868 por el naturalista, paleontólogo y zoólogo alemán —nacionalizado argentino— Carlos Germán Conrado Burmeister, quien la incluyó en el género Synallaxis.
En marzo de 2019, en la Propuesta n.º 815 al Comité de Clasificación de Sudamérica (SACC), finalmente se recomendó la transferencia de Cranioleuca sulphurifera al presente género, lográndose de este modo un género ecológica y morfológicamente cohesivo.

### Etimología
Etimológicamente el término genérico masculino Limnoctites se construye con palabras en el idioma griego, en donde: «λιμνη limnē» significa 'laguna, pantano' y «κτιτης ctitēs» es 'habitante', haciendo así alusión al hábitat de la especie tipo.

### Subdivisión
Según la clasificación Clements Checklist/eBird v.2019, el género agrupa a las siguientes especies con el respectivo nombre popular de acuerdo con la Sociedad Española de Ornitología (SEO):
| Imagen | Nombre científico         | Autor              | Nombre común           | EC (*) |
| ------ | ------------------------- | ------------------ | ---------------------- | ------ |
|        | Limnoctites rectirostris  | (Gould, 1839)      | pajonalera piquirrecta | NT     |
|        | Limnoctites sulphuriferus | (Burmeister, 1869) | curutié ocráceo        | LC     |

(*) Estado de conservación

## Distribución y hábitat

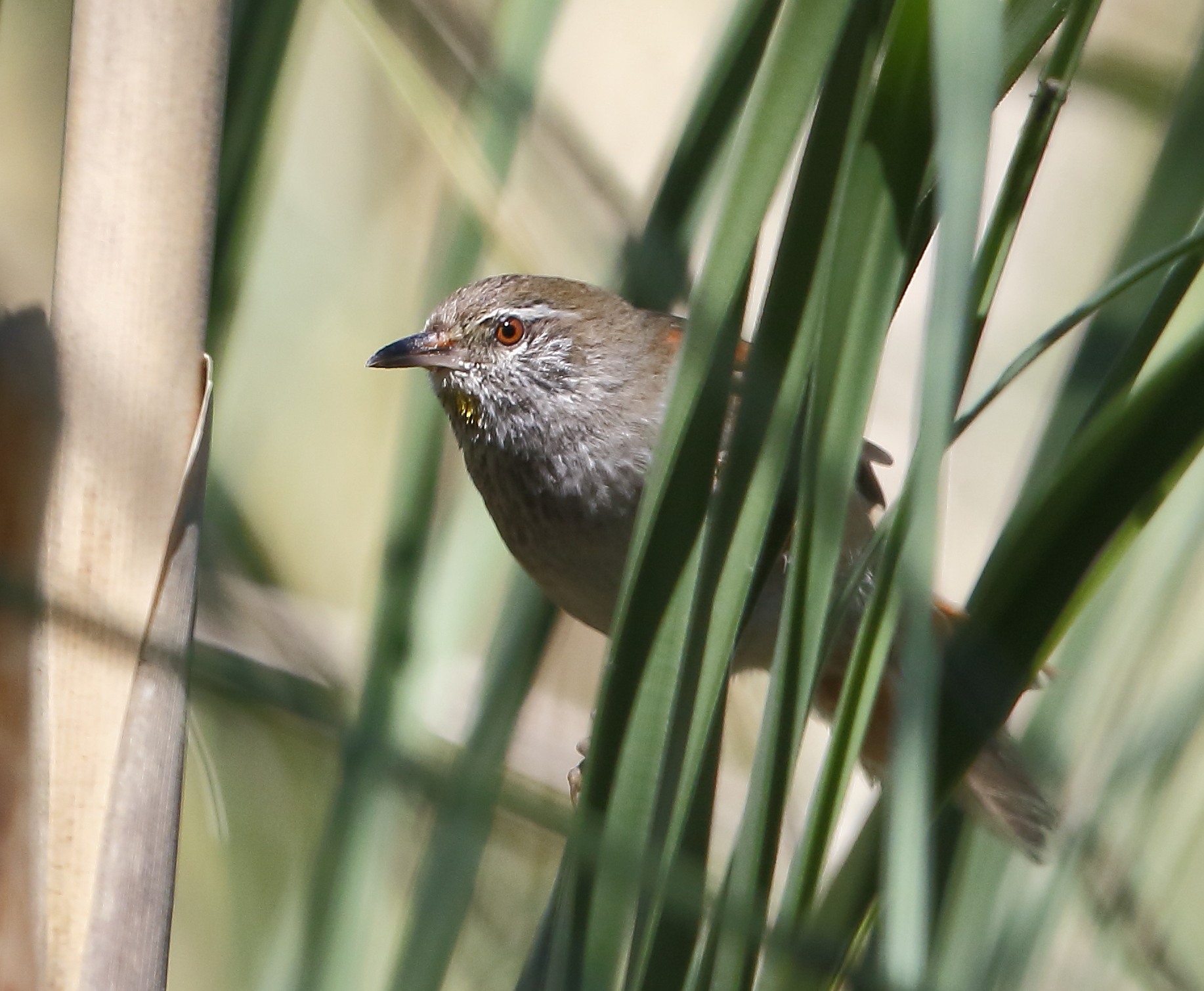
Un curutié ocráceo (Limnoctites sulphuriferus) en la reserva ecológica de Buenos Aires.

Este género se distribuye en el Uruguay, Río Grande del Sur en el sur del Brasil, y en el centro-este de la Argentina, en la Ciudad Autónoma de Buenos Aires y en las provincias de: Buenos Aires, Córdoba, Santa Fe, Corrientes, Entre Ríos, este de La Pampa y el extremo sur de Misiones.
Sus hábitats naturales son pajonales húmedos o pantanosos, integrados por variadas especies de robustas plantas herbáceas. Pueden o no estar salpicados o rodeados de árboles y arbustos higrófilos. Siempre vive en regiones ubicadas a una altitud cercana al nivel marino.

## Características
Los integrantes de este género poseen una longitud de 15 cm, el dorso pardo-oliváceo, ceja o línea postocular blanca, cubiertas alares rufas, cola rufa o canela terminada en puntas y ventral blancuzco o grisáceo.

## Costumbres
Los integrantes de este género son aves ocultas y retraídas, prefiriendo permanecer en pajonales de cañadas o pantanos, con especies de Eryngium y Scirpus, no teniendo hábitos arborícolas. Sus vocalizaciones son trinos largos que se aceleran hacia el final. Además, tienen voces de alarma y contacto para ubicar a la pareja en el denso ambiente en el que viven.